# Last Man Standing (Jerry Lee Lewis)
Last Man Standing è un album in studio del musicista rock statunitense Jerry Lee Lewis, pubblicato nel 2006. Il disco consiste di una serie di cover registrate in duetti con importanti artisti.

## Tracce
1. Rock and Roll (John Paul Jones, John Bonham, James Patrick Page, Robert Plant) – 2:14 (con Jimmy Page)
2. Before the Night Is Over (Benjamin Peters) – 3:39 (con B. B. King)
3. Pink Cadillac (Bruce Springsteen) – 3:55 (con Bruce Springsteen)
4. Evening Gown (Mick Jagger) – 3:57 (con Mick Jagger & Ron Wood)
5. You Don't Have to Go (James Matcher Reed) – 4:00 (con Neil Young)
6. Twilight (Robbie Robertson, David Campbell) – 2:48 (con Robbie Robertson)
7. Travelin' Band (John Fogerty) – 2:01 (con John Fogerty)
8. That Kind of Fool (Mack Vickery) – 4:14 (con Keith Richards)
9. Sweet Little 16 (Chuck Berry) – 3:04 (con Ringo Starr)
10. Just a Bummin' Around (Pete Graves) – 2:43 (con Merle Haggard)
11. Honky Tonk Woman (Mick Jagger, Keith Richards) – 2:21 (con Kid Rock)
12. What's Made Milwaukee Famous (Has Made a Loser Out of Me) (Glenn Sutton) – 2:39 (con Rod Stewart)
13. Don't Be Ashamed of Your Age (Cindy Walker, Bob Wills) – 1:59 (con George Jones)
14. Couple More Years (Dennis Locorriere, Shel Silverstein) – 5:13 (con Willie Nelson)
15. Old Glory (Paul Roberts, Shelby Darnell, Lewis) – 2:05 (con Toby Keith)
16. Trouble in Mind (Richard M. Jones) – 3:49 (con Eric Clapton)
17. I Saw Her Standing There (John Lennon, Paul McCartney) – 2:21 (con Little Richard)
18. Lost Highway (Leon Payne) – 2:59 (con Delaney Bramlett)
19. Hadacohl Boogie (Bill Nettles) – 3:18 (con Buddy Guy)
20. What Makes the Irish Heart Beat (Van Morrison) – 4:12 (con Don Henley)
21. The Pilgrim Ch. 33 (Kris Kristofferson) – 3:00 (con Kris Kristofferson)